# 罗伯特·斯特林
罗伯特·斯特林 （英語：Robert Stirling，1790年10月25日—1878年6月6日） 是一位苏格兰工程师，以发明闭循环活塞式热机而闻名。后世将此类型引擎以其名字命名为『斯特林发动机』。2014年入选苏格兰工程师名人堂。